# Asarcornis scutulata
Asarcornis scutulata (rața cu aripi albe) este o specie de rață. În trecut făcea parte din genul Cairina, dar studiile au arătat că de fapt face parte din genul monotipic Asarcornis. Este una dintre cele mai mari specii de rață. Lungimea sa atinge 66 până la 81 de cm și anvergura aripilor poate atinge 116 până la 153 de cm. 

## Galerie

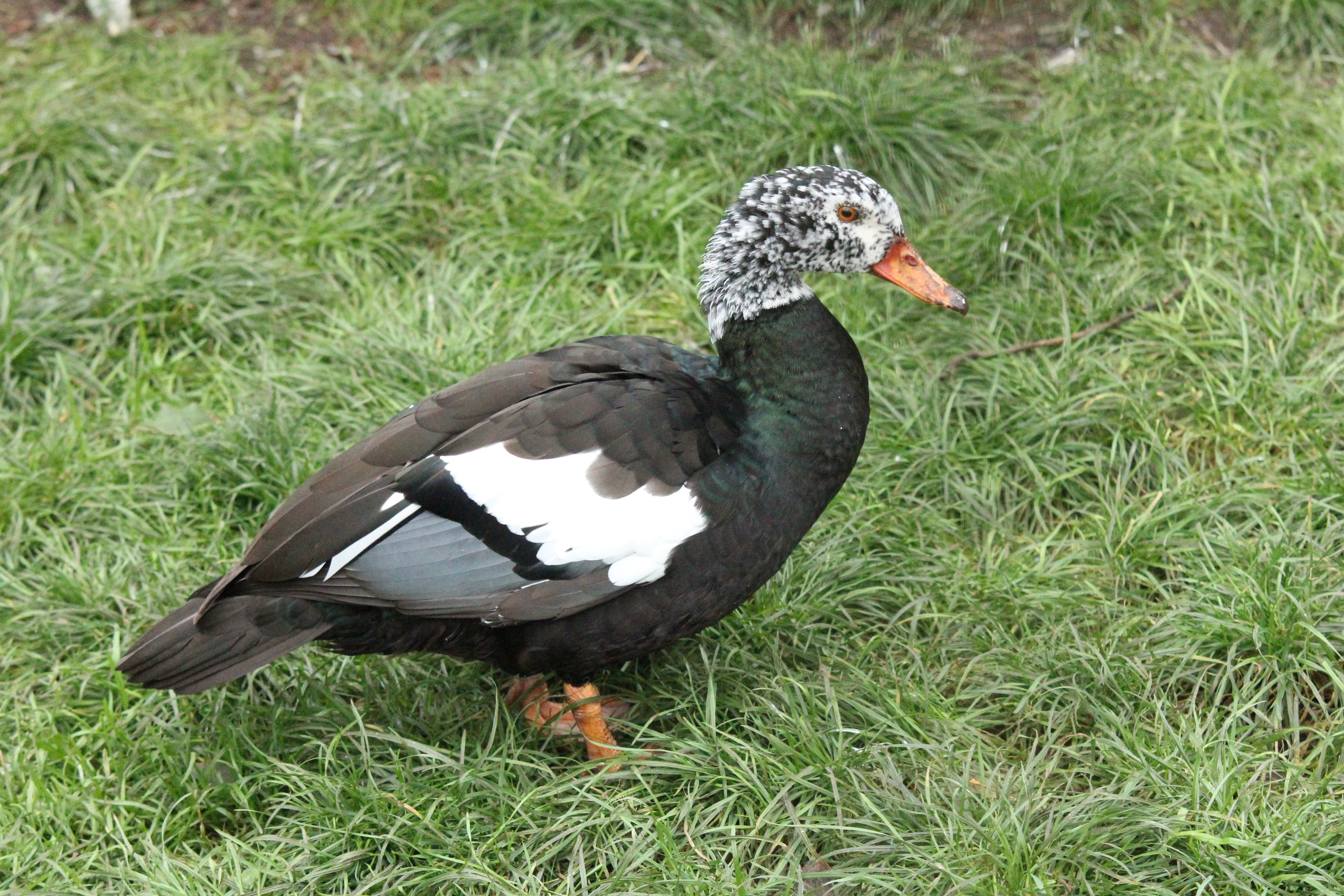
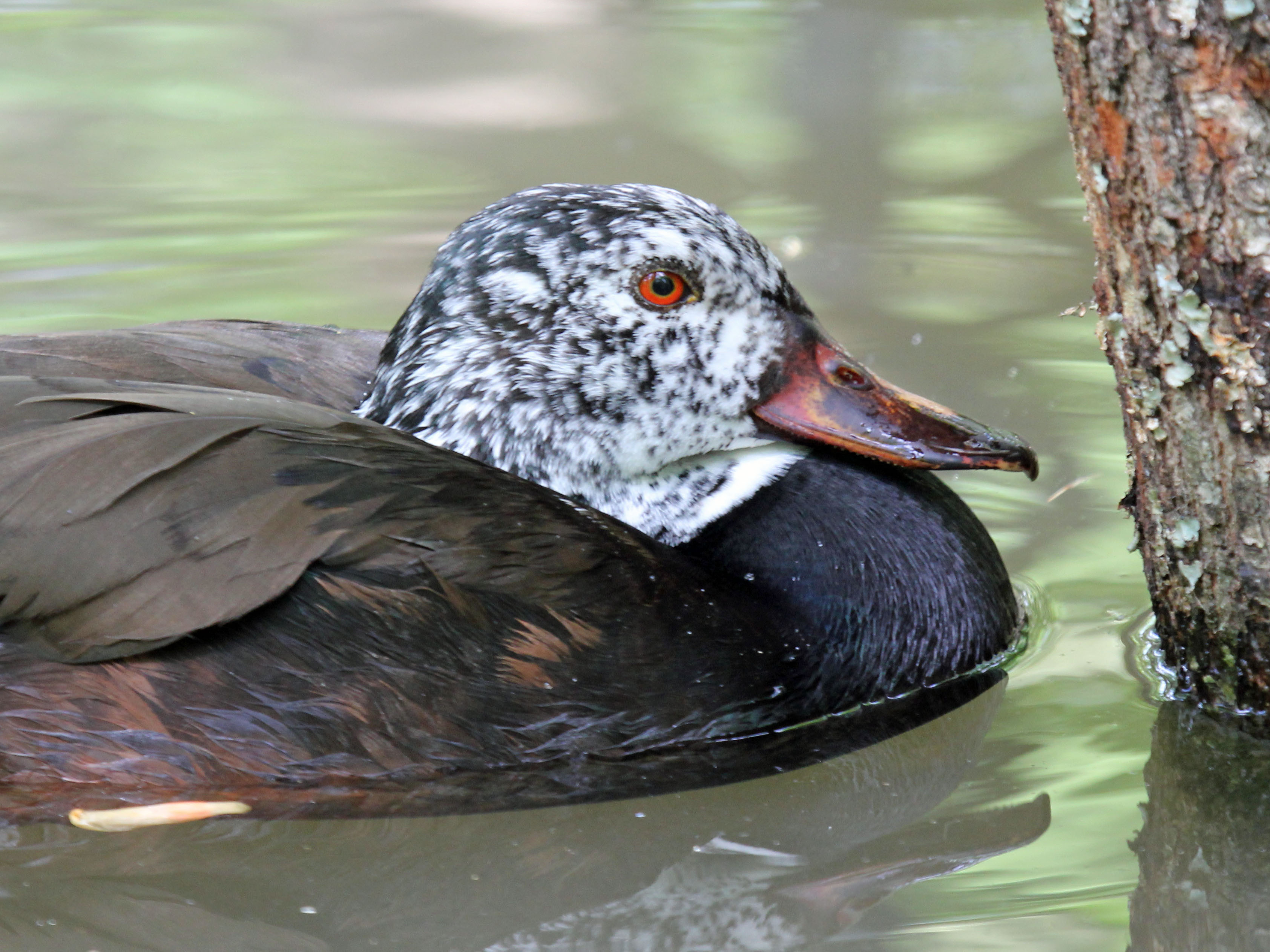